# Лисовский, Александр Петрович
Александр Петрович Лисовский (бел. Аляксандр Пятровіч Лісоўскі; род. 29 апреля 1975, Минск) — белорусский футболист, полузащитник. Выступал за сборную Беларуси.

## Биография

### Клубная карьера
Профессиональную карьеру начал в клубе второй лиги Беларуси «Атака». В 1993 году дебютировал в высшей лиге, отыграв две игры за «Молодечно», но в том же году вернулся в «Атаку». За два сезона добился с «Атакой» выхода в высший дивизион и выступал за команду до 1997 года, после чего клуб был расформирован. В 1998 году стал игроком «БАТЭ», с которым в 1999 году выиграл первое в истории клуба чемпионство. В 2002 году по ходу сезона перешёл из «БАТЭ» в другой клуб высшей лиги «Торпедо» (Жодино), где выступал до 2004 года. Последний сезон на профессиональном уровне провёл с клубом Первой лиги «Сморгонь», после чего завершил игровую карьеру.
Всего за карьеру сыграл 196 матчей и забил 29 голов в высшей лиге Беларуси.

### Карьера в сборной
В 1996 году сыграл два товарищеских матча за сборную Беларуси против Литвы и ОАЭ.

### Карьера тренера
После завершения игровой карьеры вошёл в тренерский штаб клуба «Сморгонь», где два года проработал ассистентом главного тренера Георгия Кондратьева. В конце 2008 года возглавил клуб, с которым начал сезон 2009, однако тренерский дебют оказался неудачным — команда завершила первый круг на последнем месте с 5-ю очками. В 2010 перешёл в тренерский штаб жодинского «Торпедо», где по ходу сезона был назначен исполняющим обязанности и провёл в этом статусе 2 игры. С 2011 по 2013 тренировал молодёжный состав БАТЭ, в 2013 году вошёл в тренерский штаб основной команды. Зимой 2018 года стал ассистентом в клубе «Смолевичи», однако уже через полгода покинул команду и вернулся в БАТЭ. В сентябре 2020 возглавил команду после ухода в отставку Кирилла Альшевского.

## Достижения
БАТЭ
- Чемпион Беларуси: 1999